# هاکوب تیرویان
هاکوب تیرویان (ارمنی: Հակոբ Տիրոյան زادهٔ ۲۳ آوریل ۱۸۶۳ - درگذشته ۲۹ ژوئیهٔ ۱۹۳۳)، نویسنده، طبیعیدان، آموزگار و لغت‌شناس اهل ارمنستان بود.

## زندگی‌نامه
وی در ۲۳ آوریل ۱۸۶۳ در ارزروم به دنیا آمد و از کالج موراد-رافائلیان فارغ‌التحصیل گشت. آتاناس تیرویان برادر وی بود. تیرویان از سال ۱۸۸۴ عضو مخیتاریستها بود.  وی در ۲۹ ژوئیه ۱۹۳۳ در سن ۷۰ سالگی در بوداپست درگذشت.